# جوان ليبيريو
جوان ليبيريو (بالفرنسية: Johan Libéreau )‏
```
(و. 
1984  
م
) هو 
كاتب سيناريو
، وممثل أفلام فرنسي، ولد في 
باريس
.
```

## وصلات خارجية
- جوان ليبيريو على موقع IMDb (الإنجليزية)
- جوان ليبيريو على موقع روتن توميتوز (الإنجليزية)
- جوان ليبيريو على موقع ألو سيني (الفرنسية)
- جوان ليبيريو على موقع أول موفي (الإنجليزية)
- جوان ليبيريو على موقع قاعدة بيانات الأفلام السويدية (السويدية)
- جوان ليبيريو على موقع قاعدة بيانات الفيلم (الإنجليزية)
- جوان ليبيريو على موقع كينوبويسك (الروسية)